# Ninoxe aboyeuse
Ninox connivens
Espèce
Statut CITES
Statut de conservation UICN

 LC  : Préoccupation mineure
La Ninoxe aboyeuse (Ninox connivens) est une espèce de rapace nocturne de la famille des Strigidae.

## Description
Ce sont des chouettes de taille moyenne mesurant de 38 à 43 cm de la tête à la queue. Leurs cris très caractéristiques peuvent varier d'une sorte d'aboiements aux cris stridents d'une femme qui hurle. Les ninoxes aboyeuses ont souvent la réputation d'être à la source des mythes et légendes entourant le Bunyip.

## Répartition et sous-espèces
Selon la classification de référence du Congrès ornithologique international (15.1, 2025) elle se répartit en cinq sous-espèces (ordre philogénique) :
- Ninox connivens rufostrigata (Gray, GR, 1861) — nord des Moluques ;
- Ninox connivens remigialis Stresemann, 1930 — Kai Besar ;
- Ninox connivens assimilis Salvadori & D'Albertis, 1875 — nord-est de la Nouvelle-Guinée ;
- Ninox connivens peninsularis Salvadori, 1876 — nord de l'Australie ;
- Ninox connivens connivens (Latham, 1801) — sud-ouest et est/sud-est de l'Australie.

## Publication originale
- Latham, 1802 : Supplementum indicis ornithologici sive systematis ornithologiae. London, G. Leigh, J. & S. Sotheby p. 1-74.